# USS John D. Ford (1920)
USS John D. Ford was een torpedobootjager van de Clemsonklasse die dienst deed bij de Amerikaanse marine van 1920 tot 1945.

## Ontwerp

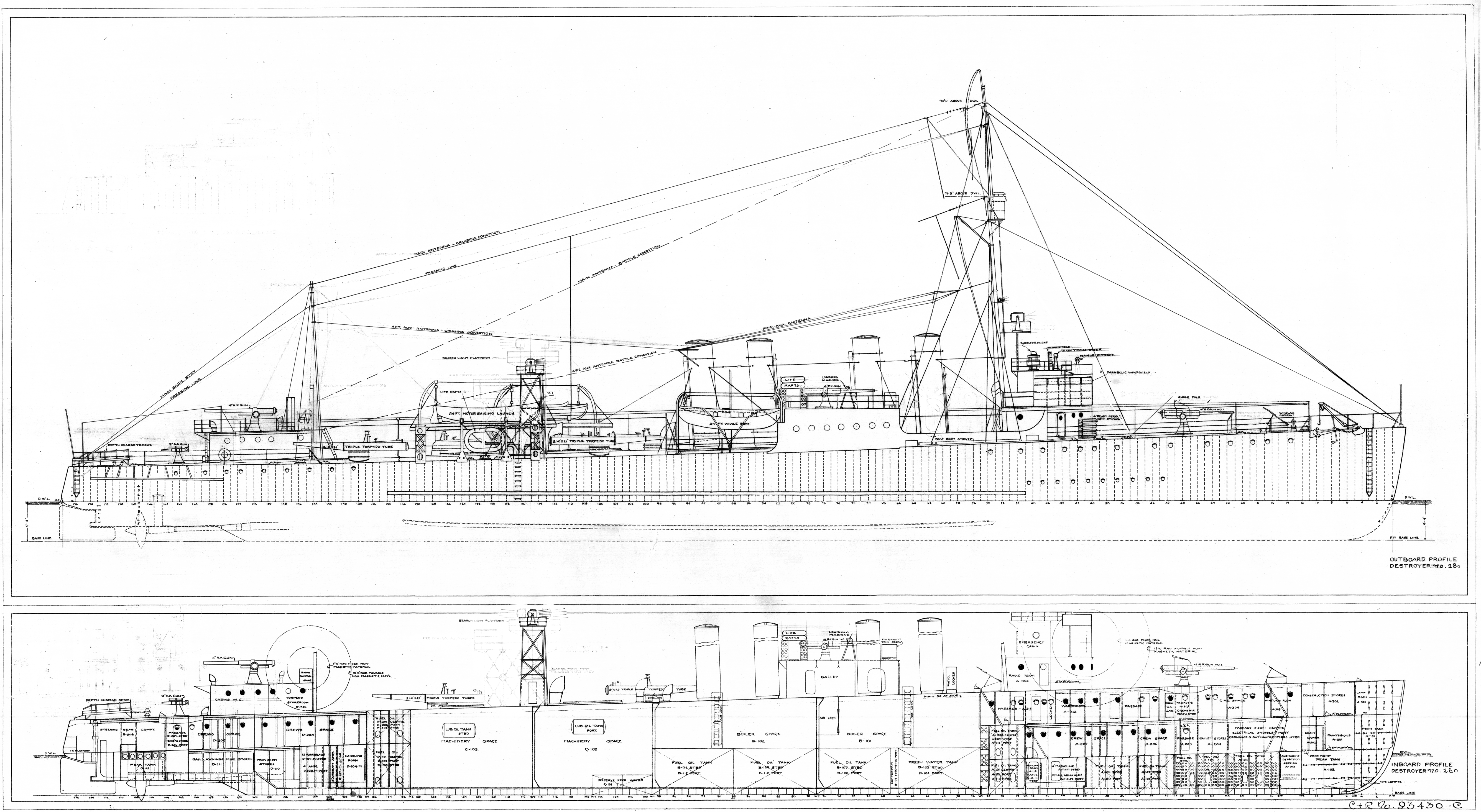
Ontwerptekening van een Clemsonklasse torpedobootjager

John D. Ford beschikte over twee turbines, aangedreven door vier ketels. Hiermee had het schip een machinevermogen van 20.600kW, waarmee het een topsnelheid van 35,5 knopen kon behalen. Als het schip met een snelheid van 15 knopen voerdde, kon het een afstand van 9.100 kilometer afleggen.
De hoofdbewapening van John D. Ford waren de vier 102 mm kanonnen, die ieder over een eigen geschuttoren beschikte. Opvallend was dat er maar één op het voordek stond en de overige drie op het achterdek opgesteld waren. De luchtverdediging bestond uit 76 mm luchtafweergeschut en enkele machinegeweren. Verder had het schip drie vierloopse torpedobuizen, die torpedo's van 533 mm konden afvuren.

## Dienst
Op 30 december 1920 werd het schip in dienst gesteld.
Tussen 1926 en 1927 deed John D. Ford dienst rond China, om Amerikanen te beschermen tegen het geweld van de Chinese Burgeroorlog. Op 24 maart 1927 hielp het mee met het evacuëren van Amerikanen bij Nanjing. Hierbij werd ook de stad gebombardeerd.
Op 24 december 1941 arriveerde het schip te Java, om het ABDA eskader te versterken.
Op 24 januari 1942 viel een torpedobootjager vlootverband, waaronder John D. Ford, Japanse troeptransportschepen te Balikpapan. Vier schepen werden gezonken. Één schip, de Kuretake Maru werd gezonken door een torpedo afkomstig van John D. Ford. Dit doodde 278 Japanse militairen.
Op 19-20 februari viel het schip, samen met ABDA, een Japans eskader aan, wat later bekend werd als de slag in de Straat Badoeng. Het schip behoorde tot de eerste golf aanvallers, maar heeft geen treffers geraakt op Japanse schepen.
Op 27 februari 1942 participeerde John D. Ford aan de beruchte Slag in de Javazee, waar het geen grote rol in speeldde. John D. Ford werd gedwongen zich terug te trekken vanwege ernstige brandstof- en ammunitietekorten.
Op de nacht van 28 februari-1 maart was John D. Ford een van de enige geallieerde schepen die Nederlands-Indië wist te ontvluchten.
Van maart tot mei 1942 escorteerde John D. Ford enkele konvooien rond de Australië.
Van 1942 tot 1943 escorteerde John D. Ford konvooien tussen Pearl Harbor en San Francisco.
Van 4 juni 1943 tot januari 1944 escorteerde John D. Ford konvooien tussen Noord- en Zuid-Amerika. In januari 1944 speelde ze een rol in het zoeken en vernietigen van de Duitse onderzeeboot U-554.
Op 29 maart 1944 werd het schip in de Straat van Gibraltar beschadigd in een botsing met een Britse tanker. Reparaties van ongeveer een jaar volgde.
Van 24 mei tot 27 juni 1945 patrouilleerde het schip de Caraïben.
Op 2 november 1945 werd het schip uit dienst gesteld.

## Uit dienst
Op 5 oktober 1947 werd het schip voor schroot verkocht aan Northern Metal Company.